# CdZ-Gebiet

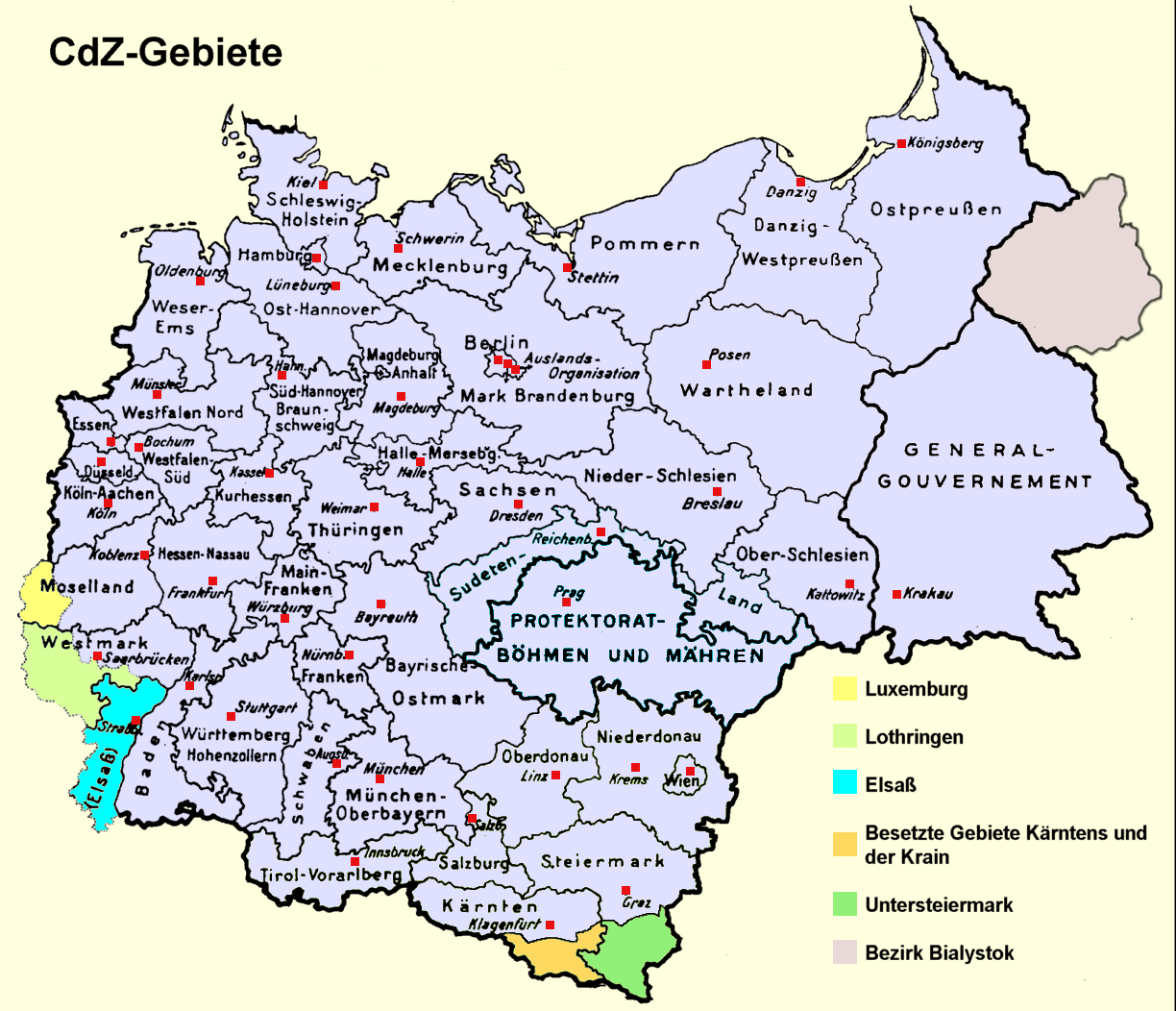
CdZ-Gebiete um 1941

CdZ-Gebiete waren von der deutschen Wehrmacht im Zweiten Weltkrieg besetzte Gebiete, die einer zivilen deutschen Besatzungsverwaltung unterstanden. Der Begriff leitet sich von der Abkürzung „CdZ“ für „Chef der Zivilverwaltung“ ab.
Es gab folgende CdZ-Gebiete:
- CdZ-Gebiet Bialystok
- CdZ-Gebiet Elsaß
- CdZ-Gebiet Kärnten und Krain
- CdZ-Gebiet Lothringen
- CdZ-Gebiet Luxemburg
- CdZ-Gebiet Untersteiermark